# Makljen
Makljen je planina i planinski prijevoj u Bosni i Hercegovini. Nadmorska visina prijevoja iznosi 1123 metra. 
Dio je planinskog niza Raduše, na istočnoj strani. Prijevoj Makljen razdvaja dva porječja, Neretve na jugu i Vrbasa na sjeveru. Također, prirodna je granica između dviju županija (Hercegovačko-neretvanska županija i Županija Središnja Bosna), te dvije općine – Uskoplje i Prozor-Rama. Od općinskih središta prijevoj je udaljen 12 odnosno 8 kilometara. Na samom vrhu prijevoja se nalazio spomenik Palim borcima, djelo kipara Antuna Augustinčića iz 1952. koji je srušen 1992. godine. Na Makljenu je 1978. bio sagrađen spomenik bitke na Neretvi, u znak sjećanja na Bitku za ranjenike, djelo bosanskohercegovačkog umjetnika Boška Kućanskog, koji je miniran 2000. godine. Proglašen je nacionalnim spomenikom BiH.
Preko prijevoja vodi magistralna cesta M 16.2 od Bugojna preko Uskoplja i Prozor-Rame do Jablanice.
Zapadno od ceste Rama – Uskoplje nalazi se kulturno-športski-rekreacijski centar Hrvatskoga katoličkog dobrotvornog društva Ramska kuća.